# Hybomitra tschuensis
Hybomitra tschuensis är en tvåvingeart som först beskrevs av Olsufjev 1962.  Hybomitra tschuensis ingår i släktet Hybomitra och familjen bromsar. Inga underarter finns listade i Catalogue of Life.